# سیارک ۲۲۵۳۴
سیارک ۲۲۵۳۴ (به انگلیسی: 22534 Lieblich، نامگذاری:1998FF57) بیست و دو هزار و پانصد و سی و چهارمین سیارک کشف شده‌است که در ۲۰ مارس ۱۹۹۸ کشف شد.
قدر مطلق سیارک برابر ۱۰.۲ است.